# Suessenguthia multisetosa
Suessenguthia multisetosa là một loài thực vật có hoa trong họ Ô rô. Loài này được (Rusby) Wassh. miêu tả khoa học đầu tiên năm 1998.